# Il templario

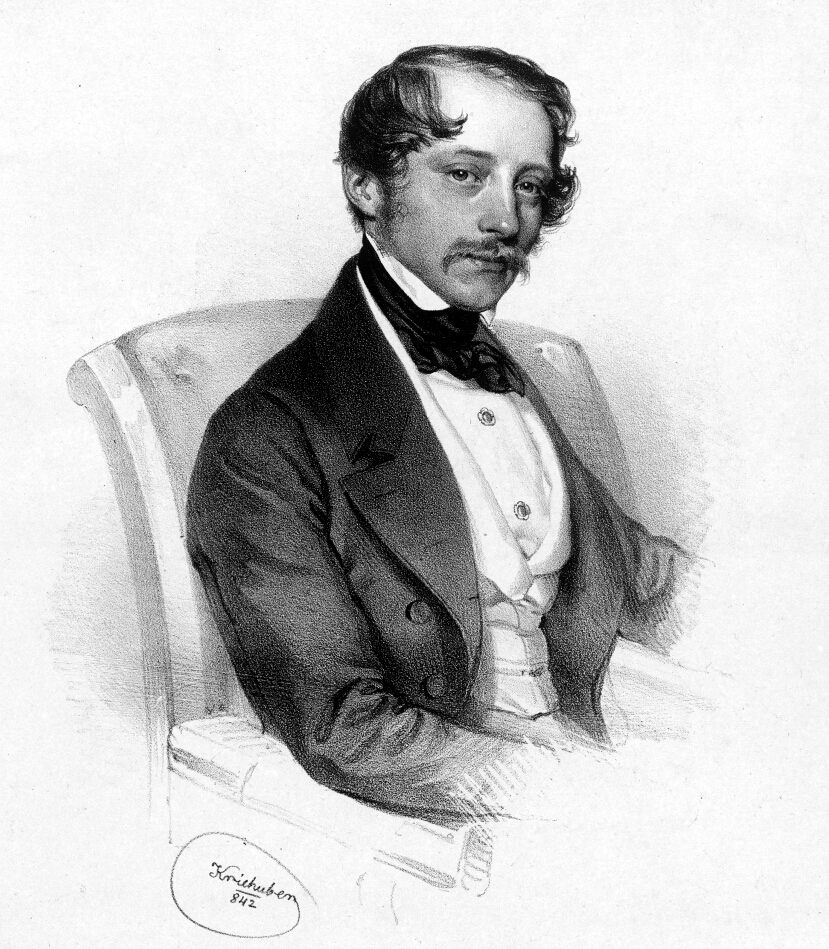
Otto Nicolai

Il templario är en italienskspråkig opera i tre akter med musik av den tyske kompositören Otto Nicolai och libretto av Girolamo Maria Marini efter Walter Scotts äventyrsroman Ivanhoe från 1819. 

## Historia
Otto Nicolai komponerade sju fullbordade operor; fyra med italiensk text och tre med tysk text. De italienska ansågs "alla vara starkt förankrade i bel cantostilen, med behagfulla melodier som hos Bellini". Librettisten Marini arbetade delvis som poet när han inte var anställd i det tobaksmonopolet och är bäst ihågkommen för att ha kallats in och skriva om tredje akten av Gaetano Donizettis Adelia.
Il templario hade premiär på Teatro Regio i Turin den 11 februari 1840 och fortsatte sitt segertåg genom Italien där den konkurrerade med det årets andra stora operanyheter: Giovanni Pacinis Saffo och Saverio Mercadantes La vestale. Redan första året sattes den upp i Genua, Milano och Trieste, och året därpå i Venedig, Wien, Barcelona, Brescia och Vicenza. 1842 spelades den i 17 olika uppsättningar och behöll sin popularitet fram till slutet av 1860-talet.
Endast i det tyskspråkiga området kunde den inte konkurrera mot Heinrich Marschners Der Templer und die Jüdin, även om Nicolai själv gjorde en egen version (Der Tempelritter) av ämnet. Trots den begynnande succén försvann operan snart från repertoaren på grund av att modet ändrades och Nicolais tidiga död minskade intresset för hans operor utanför Tyskland. Hans far sålde partituret till förlaget Bote & Bock, som magasinerade det och det låg i glömska ända till 1937 då Joseph Goebbels letade efter äkt-tyska operor som skulle ersätta verk av judiska operatonsättare som till exempel Giacomo Meyerbeer. Goebbels attraherades av historien om Ivanhoe men försökte få operan omskriven för att ta bort de smickrande delarna kring den judiska hjältinnan Rebecca. Den "återupptäckta" operan förstördes ånyo när det enda kända partituret förstördes i en brand i Berlin 1943. Musikforskaren Michale Wittmann upptäckte 2006 fyra handavskrifter och satte samman dessa till en kritisk nyutgåva. Den första föreställningen ägde rum 2008 på Operan i Chemnitz; en annan på Festspelen i Salzburg 2016.
Succén med Nicolais opera hade en oavsiktlig inverkan på Giuseppe Verdis tidiga fiasko inom opera buffa: Un giorno di regno 1840. Impressarion Merelli på Teatro alla Scala insisterade på att använda sig av opera seria-sångarna på teatern, vilka hade sammankallats för Nicolais opera, och detta bidrog till att Verdis komiska opera misslyckades totalt.

## Roller
- Cedrico il Sassone, far till Vilfredo (Bas)
- Vilfredo d’Ivanhoe, Korsriddare (Tenor)
- Rovena, Cedricos myndling, Vilfredos älskade (Sopran)
- Luca di Beaumanoir, Tempelriddarnas stormästare (Tenor
- Briano di Bois-Guilbert, Tempelriddare (Baryton)
- Isacco di York från Soría, jude (Tenor)
- Rebecca, Isaccos dotter, judinna (Alt)

## Handling
Plats: England
Tid: 1100-talet: konflikten mellan Anglosaxare och Normander.
Enligt handlingen i Ivanhoe, Vilfredo d'Ivanhoe är förälskad i Ravena, fadern Cedricos myndling. Fadern önskar gifta bort henne av politiska skäl. Cederico vänder sig emot sin son, vilket får Ivanhoe att förena sig med korsriddarna. Ivanhoe såras och vårdas av den judiska kvinnan Rebecca. Tillsammans med sin far för hon Ivanhoe hem till England. Rebecca älskas i sin tur av Briano, operans tempelriddare. Briano och Rebecca dör båda oförklarligt i slutet av operan och Anglosaxarna hyllar Ivanhoe.